# مبلمان باغی

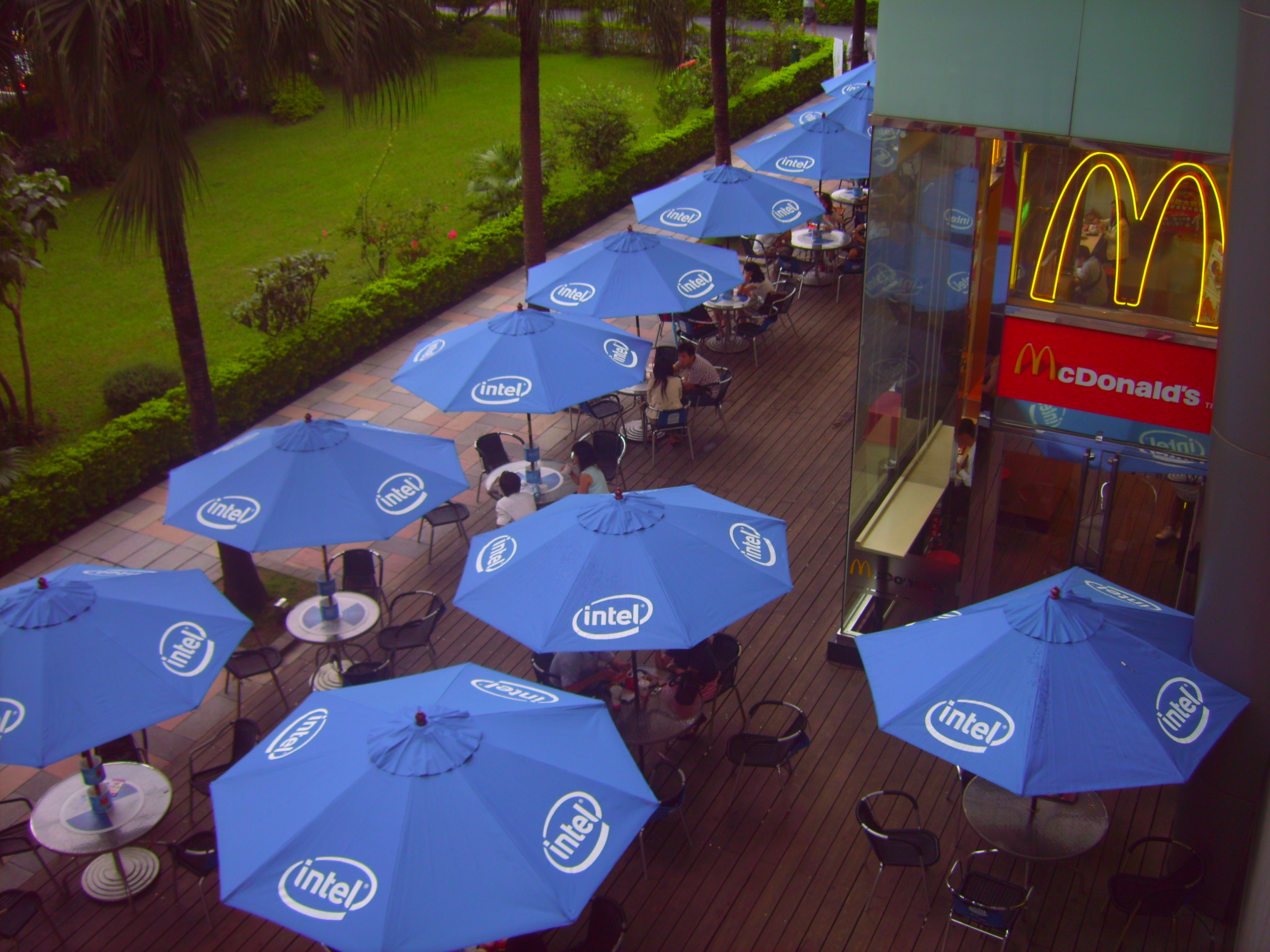
مبلمان پاسیو همراه با چتر در تایوان.

مبلمان باغی، که مبلمان پاسیو و یا مبلمان فضای باز نیز نامیده می‌شود، یک نوع از مبلمان ساخته شده با مواد مقاوم در برابر آب و هوا هستند و به‌طور خاص برای استفاده در فضای باز طراحی شده‌ اند . برای ساخت این نوع مبلمان از موادی مانند آلومینیوم که زنگ نمی‌زند یا از فلزات دیگر با روکش‌های محافظ رنگ و نیز گاهی هم از چوب و پلاستیک استفاده می‌شود.
مبلمان باغی فلزی معمولاً ساخته شده از فلز آهن یا آلومینیوم هستند که با پوشش رنگ الکترواستاتیک کوره‌ای برای دوام بیشتر در مقابل شرایط جوی و رطوبت تولید و عرضه می‌گردند.
این مبلمان فضای باز معمولاً به صورت ست های شش نفره به همراه میز هم طرح خود به همراه شیشه و تشک صندلی‌ها برای فروش در نظر گرفته می‌شوند.
طراحی محوطه: در روزگاری که تمام شهر را بوق ماشین و اسکلت ‌های آهنی پوشانده است، دیگر فکر کردن به زندگی آرام از ذهن ما دور و دورتر شده‌است و فکر داشتن خانه‌هایی با فضای باز، حیاط ویلایی و حوض و باغچه، به ایده‌آلی دور از ذهن تبدیل شده‌است. شاید گمان کنیم که خانه‌های آپارتمانی ما، فضایی برای زیباتر شدن و دل باز شدن نداشته باشند. اما نباید در آشوب این افکار غرق شد و فکر خانه‌های پدربزرگ و مادربزرگ را از ذهن دور کرد. چرا که در این روزگار هم با تمام محدودیت‌ها و کوچک شدن فضاها، هنوز می‌توان به مبلمان فضای باز و آرامشش اهمیت داد و در راستای بهتر شدنش تلاش کرد. تنها چیزهایی که لازم است، خواستن و خلاقیّت است.
۱. استفاده از گیاهان در مبلمان فضای باز
اولین مسئله‌ی اساسی و بسیار مهمی که برای هر انسان و هر خانه لازم است، طبیعت سبز است. اگرچه که در خانه‌های آپارتمانی امکان داشتن حیاط بزرگ با باغچه از ما گرفته شده‌است، اما می توان با گیاهانی مانند عشقه و پیچک، فضای باز خانه از جمله تراس را به حیاطی کوچک و آرام تبدیل کرد. حیاطی با سقفی سبز و گلدان‌هایی رنگی و متنوّع.
برای طراحی فضای سبز، راهکارهای بسیار زیاد و گوناگونی وجود دارد که خانه به خانه و سلیقه به سلیقه تفاوت دارد. اما به‌طور مثال می‌توان در پاسیوی خانه و بیرون پنجره‌ها و تراس، از گلدان‌های ساده‌ی رنگی به صورت آویز و یا متصل به داربست‌های کوچک استفاده کرد. و یا در مسیر راهروها و پله‌ها از گلدان‌هایی کوچک با نورپردازی‌هایی خاص بهره برد.
۲. مبلمان فضای باز با حوض و آبنما
از دیگر موارد برای مبلمان فضای باز، استفاده از حوض و آبنما است. از آنجایی که آب نشانه‌ی زندگی و طراوت است، وجودش در کنار سبزه‌ها جان تازه‌ای به خانه‌ی ما می‌بخشد. بنابراین می‌توان حوض‌هایی کوچک و رنگی و یا آبنماهای جذاب در حیاط یا حیاط خلوت استفاده کرد.
۳. المان‌ها و نقوش برجسته در مبلمان فضای باز
استفاده از المان‌های کوچک و خاص و همچنین نقوش برجسته بر روی دیوارهای فضای باز بیرونی، فضایی دلنشین و متناسب با خواسته های ما را فراهم می‌کنند.
۴. آرامش در فضای بازِ بام
در کنار مواردی که ذکر شد، می‌توان از پشت بام هم برای اجرای ایده‌های خلاقانه و مناسب استفاده کرد. به عنوان مثال علاوه بر ایجاد فضای سبز، می‌توان آلاچیق‌های زیبا و دلخواهی را طراحی کرد و با چیدمانی مناسب، فضای باز بام را، به حیاطی در آسمان تبدیل کرد.
۵. زیستن در فضایی باز با رنگ‌هایی شاد
برای آرامش بیشتر و فرار از زندگی سخت و پر از استرس، از رنگ‌های شاد و روشن استفاده کنید. استفاده از این رنگ‌ها، باعث می‌شود که کوچکی فضاهای باز زیاد به چشم نیاید و در فضایی باز و شاد نفس بکشید.
۶. چیدمان مناسب میز و صندلی فضای باز
می توان از میز و صندلی‌های کوچک و ساده برای مبلمان فضای باز نیز استفاده کرد. صندلی‌هایی که نه تنها فضای زیادی را اشغال نمی کنند، بلکه با جایگیری مناسب و طرح‌های جذاب، محل استراحت مناسبی برای مطالعه و استراحت و آرامش خواهند بود.
موارد دیگر:
- سایبان باغ یا چتر باغ اصطلاحاً برای نوع خاص از چتر طراحی شده برای ایجاد سایه از خورشید است. برخی متحرک در اطراف میز در فضای باز و صندلی هستند و برخی نیز با پایه‌ای از میان سوراخی در وسط میز قرار می‌گیرند.
- بخاری پاسیو برای نشستن افراد در فضای باز و معمولاً شب‌ها یا در آب و هوای سرد مورد استفاده قرار می‌گیرند. می‌توان آن‌ها را به‌طور دائم در پیش‌آمدگی لبه بام و سقف پاسیو، یا به‌طور قابل حمل و با پایه استفاده گردند. آن‌ها می‌توانند با انرژی برق، پروپان، بطری بوتان (واحدهای کوچک)، یا گاز طبیعی کار کنند.
- "پنکه‌های رطوبتی" از جمله محصولاتیست که برای تلطیف گرمای هوا و نیز ایجاد اندکی رطوبت برای ایجاد احساس خنکی در کنار مبلمان باغی ویا مبلمان ویلایی مورد استفاده قرار می‌گیرند. همچنین امروزه پنکه‌های تابشی نیز با بهره‌گیری از صنایع گرمایشی برای تاباندن گرما و نیز حرکت آن در محیط در کنار مبلمان فضای باز مورد استفاده قرار می‌گیرند.

#### نکات نگهداری از مبلمان باغی
برای اطمینان از اینکه مبلمان باغی و لوازم جانبی شما در فضای باز برای سال‌های آینده خوب و باطراوت به نظر برسد، آن را در طول ماه‌های زمستان در داخل گاراژ یا انبار خود نگهداری کنید و یا روی آن را کامل پوشش دهید.
مطمئن شوید که مبلمان خود را به صورت مرتب تمیز می‌کنید و از آن همانطور که توصیه شده است نگهداری می‌کنید. پس از یک روز بارانی، کوسن های خود را آویزان کنید تا اطمینان حاصل کنید که آنها خشک شده اند و کپک نمی زنند.
همچنین توصیه می‌شود که هنگام خروج از باغ یا ویلای خود حتما چتر باغی را جمع کنید تا بادهای شدید به آن آسیب نزند.